# 大路關恩公廟
22°44′30″N 120°37′06″E / 22.741752°N 120.618446°E
大路關恩公廟（臺灣客家語四縣腔：tai lu guanˊ enˊ gungˊ meu），是位於臺灣屏東縣高樹鄉廣興村的義民廟，祭祀在1853年在此地因閩客械鬥而身亡的六堆客家人。

## 歷史
臺灣清治時期，番仔寮庄（今長治鄉繁華、華昌、繁榮及繁隆村）閩南人時常與六堆客家人發生械鬥，最嚴重的一次族群衝突肇始道光十二年（1832年）的張丙事件。番仔寮後來建立番仔寮義勇恩公廟，以祭祀支援保護當地而身亡的外地人。《番仔寮庄誌》更記載此廟碑文：「……本事件結束後，本庄之庄民似乎與大路關等粵庄結下了不解之仇，故於咸豐三年的『包圍大路關事件』中，番仔寮庄民更參與其中，……」

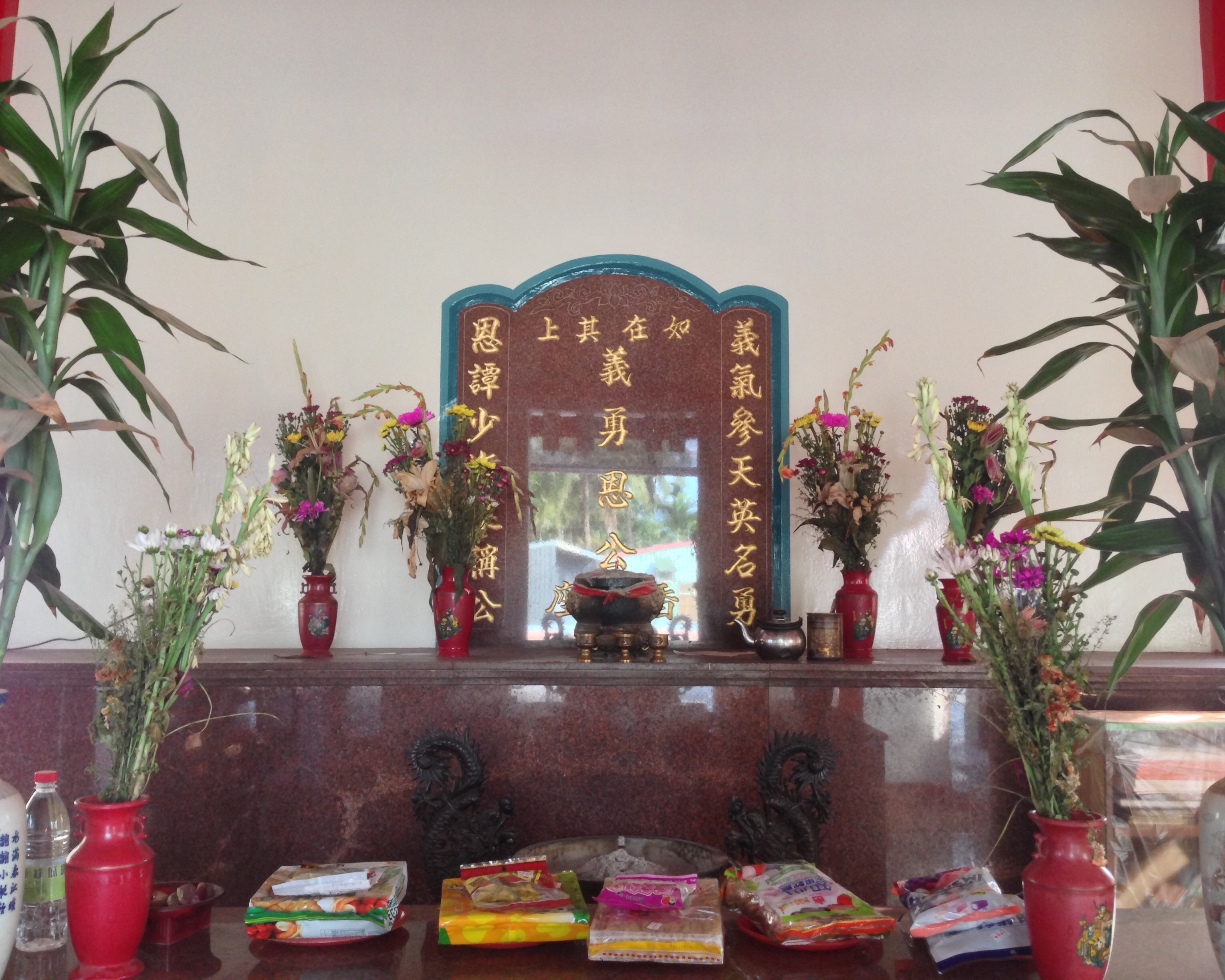
番仔寮義勇恩公廟是番仔寮民眾的精神象徵。

咸豐三年（1853年），當時大路關（今高樹鄉廣褔村、廣興村）因發生蝗害、盜匪打劫，必須長途跋涉至上庄（今美濃區、高樹鄉），及下庄（今內埔鄉、萬巒鄉）一帶取秧。往下庄的大路關人路過高朗朗（今鹽埔鄉高朗村）時遭到盜匪襲擊，一名啞女被拘，遂引起大路關糾眾攻打高朗朗，事態擴大。農曆九月二十一日，高朗朗人以番仔寮的陳琴為首，邀集各庄壯丁，包圍大路關，閩客大戰。
被圍第四日，大路關派楊快盛乘夜到美濃求救、邱來楊赴萬巒告急。當時美濃人正忙於農事，據報後即以劉山蠻二為首，與林錦祥帶頭的萬巒人聯手前往大路關。農曆九月二十八日丑時（清晨兩點），由林錦祥指揮堆勇，夜襲敵營。黎明時援軍攻擊大路關北方的加蚋埔敵壘，被圍的大路關人也打開柵門內外合攻，終於解救大路關。這次爭戰，美濃萬巒援軍戰死者，以劉山蠻二及朱阿六為首共二十八人，大路關村民戰死者五人，共計三十三人。
事後大路關民眾建廟紀念，由大路關庄鍾阿丁之祖父為建廟主事。原先建於廣興村廣興壇後方，後來因為風水問題，於民國38年（1949年）遷移到今址，並於1998年改建完成。

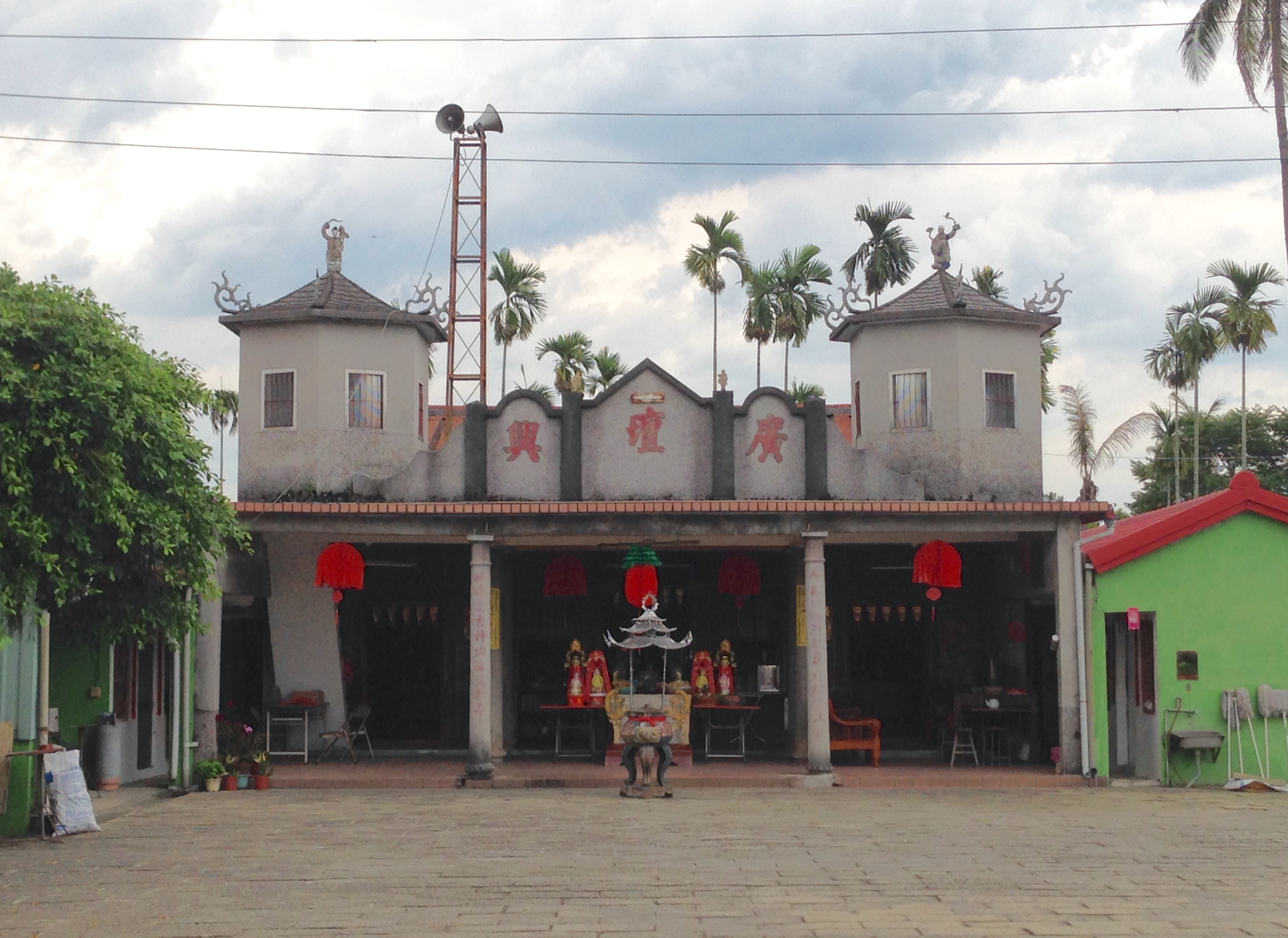
廣興壇

1998年5月23日下午，近三百位反對興建美濃水庫的民眾來此廟，仿效前人成立義勇軍，包括六堆文化基金會董事長劉錦鴻、國策顧問邱連輝、國代賴健榮，及美濃愛鄉協會理事長鍾鐵民等人參與。成立大典上宣讀祭文、義勇軍宣誓、頒發戰旗，隨後組成車隊遊行高樹、美濃市區。

## 祭祀
2015年，原先定於農曆九月廿八日的恩公祭改以文化祭典形式擴大舉行。此後，恢復了中斷四年的恩公廟文化。除進行傳統祭儀外，也將邀請廣興國小校長黃啟仁解說導覽此廟歷史典故，並有老照片、舊文書展示、以及學童、大路關山歌班作才藝表演，最後提供客家料理。 屏東縣政府客家事務處長曾美玲表示，未來將持續推廣大路關四孤搶粄、石獅公、恩公廟等文化。

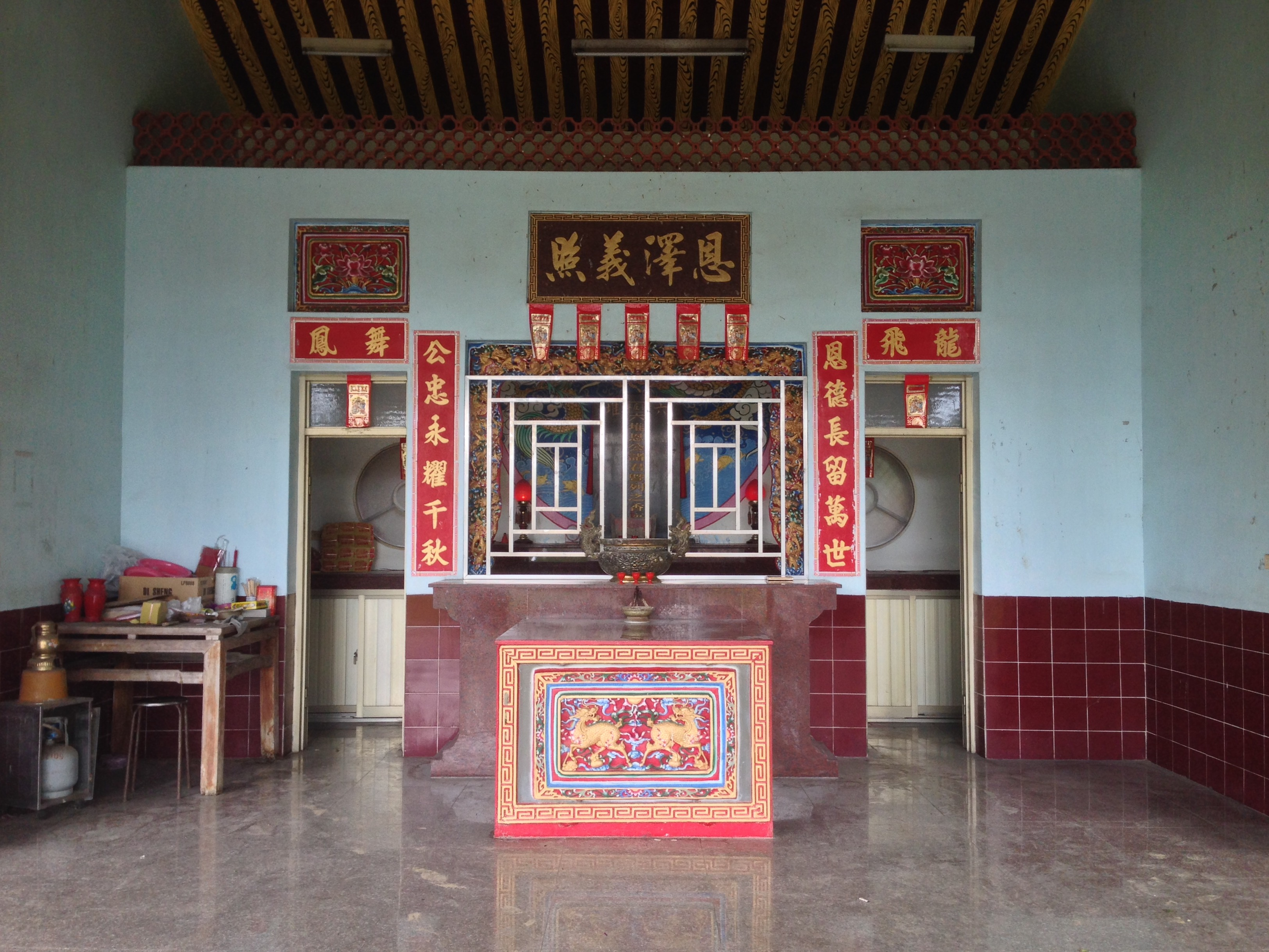
殿內
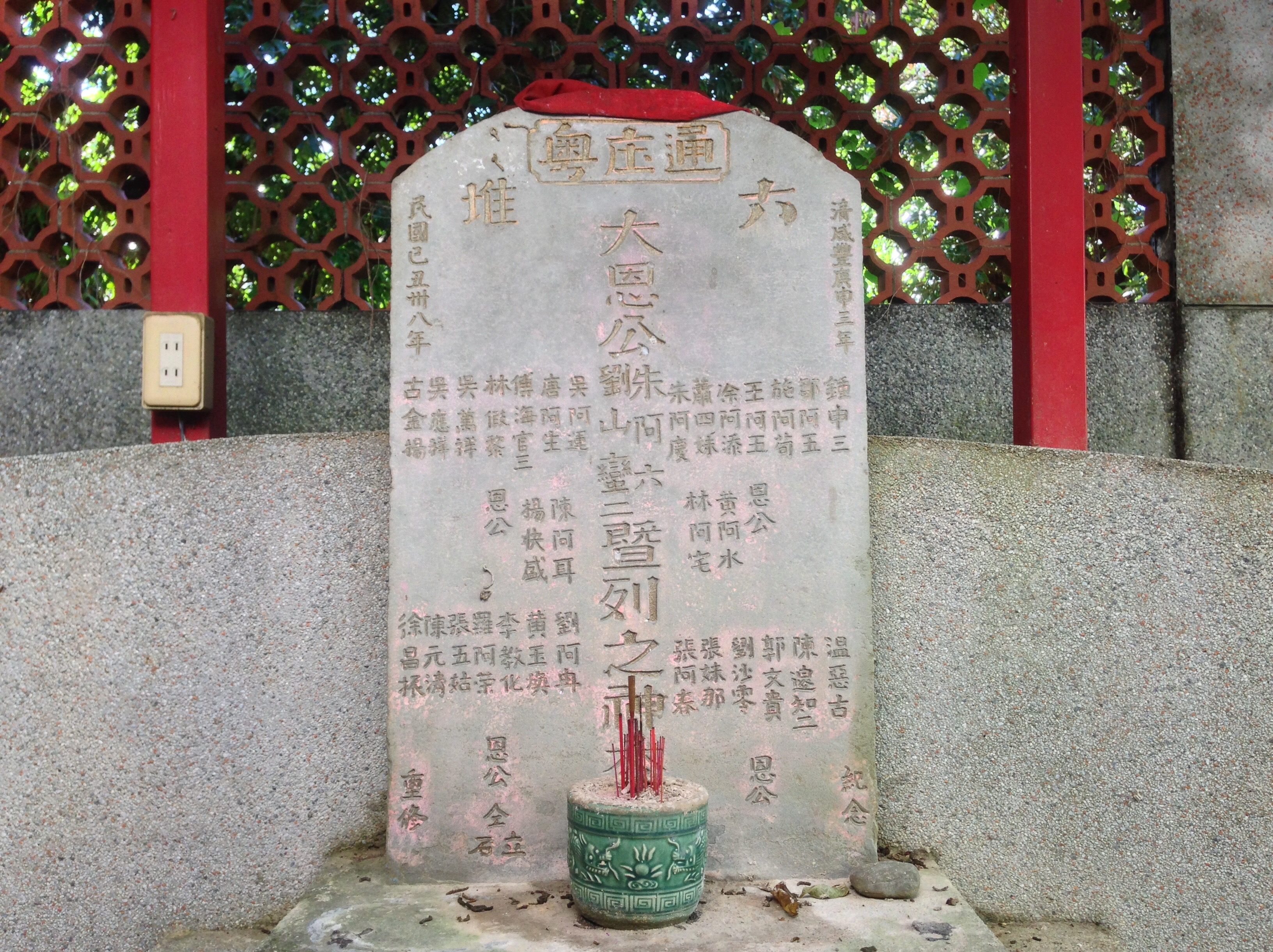
牌位[a]
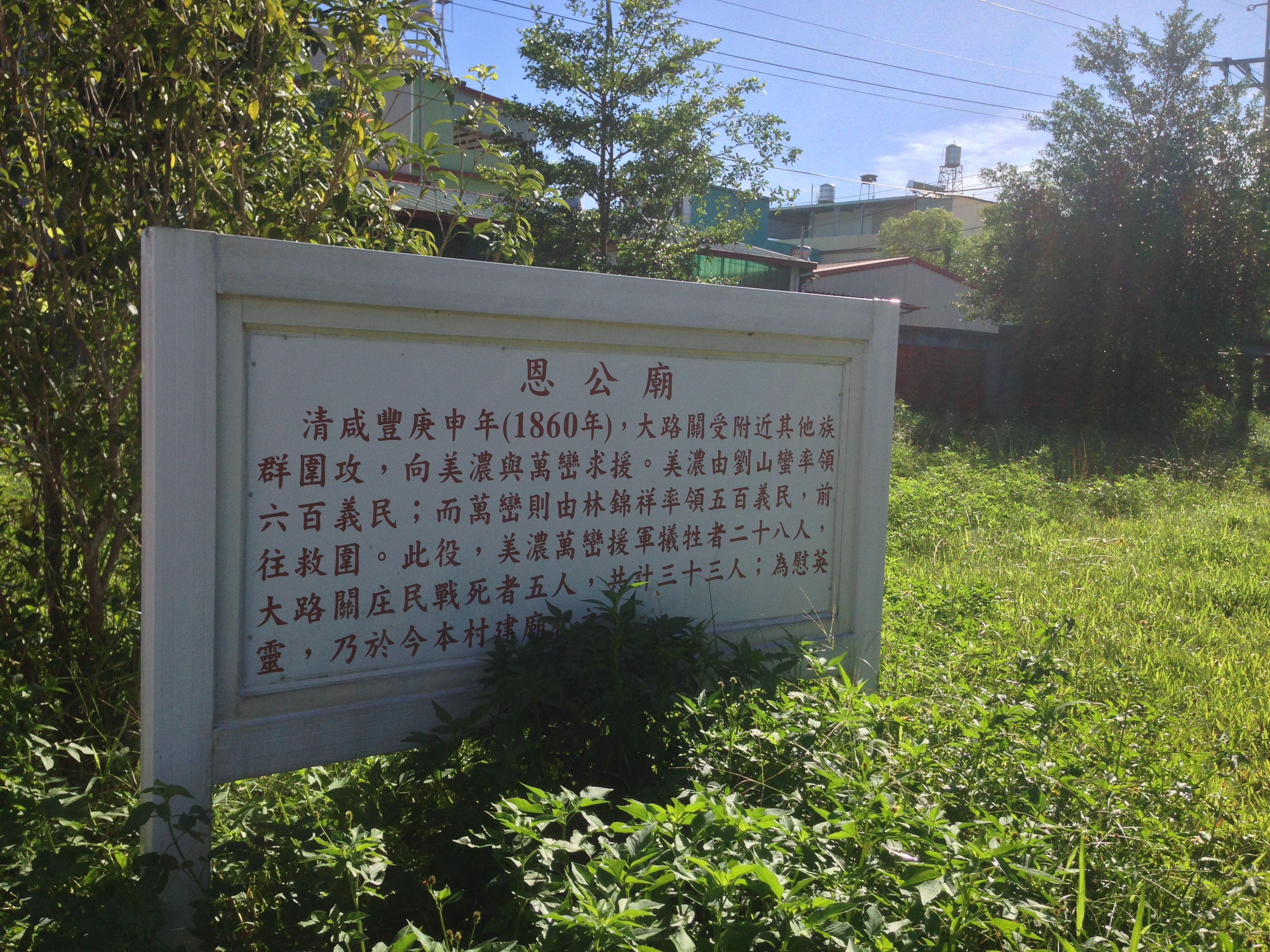
介紹牌[b]